# مويسيس ساليناس
مويسيس ساليناس (بالإسبانية: Moisés Salinas Fleitman؛ بالإنجليزية: Moisés Salinas Fleitman) هو عالم نفس مكسيكي وأمريكي، ولد في 1966 في مدينة مكسيكو في المكسيك.